# Asan-Maina
Asan-Maina (chamorro: Assan-Ma'Ina) är en  village (administrativ enhet) i Guam (USA). Den ligger i den västra delen av ön Guam, 4 km väster om huvudstaden Hagåtña. Antalet invånare är 2 137. Arean är 14,4 kvadratkilometer. 
Asan-Maina består av två samhällen, Asan vid kusten och Maina inne i landet.
Terrängen i Asan-Maina är huvudsakligen platt, men den allra närmaste omgivningen är kuperad.
Följande finns i Asan-Maina:
- Asan Bay (en vik)
- Bijia Peak (en kulle)
- Mount Macajna (en kulle)
- Asan Point (en udde)
- Mount Chachao (ett berg)